# Toshiyuki Kosugi
Toshiyuki Kosugi (født 20. juni 1968) er en tidligere japansk fodboldspiller.
Han har spillet for flere forskellige klubber i sin karriere, herunder Nagoya Grampus Eight.